# Kreissparkasse Döbeln
Die Kreissparkasse Döbeln ist eine öffentlich-rechtliche Sparkasse mit Sitz in Döbeln, Sachsen. Ihr Geschäftsgebiet ist der Altkreis Döbeln.

## Organisationsstruktur
Die Kreissparkasse Döbeln ist eine Anstalt des öffentlichen Rechts. Rechtsgrundlagen sind das Sparkassengesetz für Sachsen und die durch den Verwaltungsrat der Kreissparkasse erlassene Satzung. Organe der Kreissparkasse sind der Vorstand, der Verwaltungsrat und der Kreditausschuss.

## Geschäftsausrichtung und Geschäftserfolg
Die Kreissparkasse Döbeln arbeitet als Universalkreditinstitut und ist somit sowohl im Privatkundenbereich als auch im Firmen- und Geschäftskundenbereich ihres Geschäftsgebiets tätig. Die Kreissparkasse Döbeln wies im Geschäftsjahr 2022 eine Bilanzsumme von 1,062 Mrd. Euro aus. Sie unterhält sechs Filialen und beschäftigt rund 175 Mitarbeiter.
Die Sparkasse arbeitet unter anderem mit folgenden Verbundpartnern zusammen:
- Bürgschaftsbank Sachsen GmbH/MBG Mitteldeutsche Beteiligung
- DekaBank
- DekaBank Deutsche Girozentrale Luxembourg S.A.
- Deutsche Factoring Bank
- Deutsche Leasing für Sparkassen und Mittelstand GmbH
- ias Internationale Assekuranz-Service GmbH
- Kreditanstalt für Wiederaufbau (KfW)
- Landesbank Baden-Württemberg
- Landesbank Hessen-Thüringen
- LBS Immobilien GmbH
- LBS Landesbausparkasse NordOst AG
- ÖBAV Servicegesellschaft für betriebliche Altersversorgung öffentlicher Versicherer mbH
- ÖRAG Rechtsschutzversicherungs-AG
- PLUSCARD Service-Gesellschaft für Kreditkarten-Processing mbH
- ProTect Versicherung AG
- Provinzial Rheinland
- Sächsische Aufbaubank GmbH
- S-Beteiligungen
- S Broker AG & Co. KG
- S-Factoring GmbH
- SIB Innovations- und Beteiligungsgesellschaft mbH
- Sparkassen-Versicherung Sachsen
- S-PensionsManagement GmbH
- SV SparkassenVersicherung Holding AG
- UKV – Union Krankenversicherung Aktiengesellschaft
- URV – Union Reiseversicherung Aktiengesellschaft

## Geschichte
Die Sparkasse ist seit über 175 Jahren vor Ort in der mittelsächsischen Kleinstadt Döbeln. Am 7. Januar 1847 eröffnete zunächst eine Stadtsparkasse, wenig später ein kommunales Leihhaus. Beide Einrichtungen arbeiteten zusammen. Die Geschäftsräume befanden sich im Döbelner Rathaus. 1994 bezog die Kreissparkasse ein eigenes Gebäude an der Ritterstraße in Döbeln. Seit 2010 lautet die Adresse: Erich-Heckel-Platz 1.
Im Laufe der Zeit ist aus der Stadt- eine Kreissparkasse geworden. Ende 1943 entstand die Kreisspar- und Girokasse Döbeln aus den Sparkassen und Girokassen in Döbeln, Leisnig, Marbach, Ostrau und Roßwein. Nach Kriegsende wurden die Geldinstitute im sowjetischen Besatzungsgebiet neu gegründet. 1945 eröffneten die Stadtsparkasse Döbeln und die Kreissparkasse Döbeln. Sie wurden Anfang 1950 zur Kreissparkasse mit Sitz in Döbeln zusammengelegt. Aktuell hat die Sparkasse außerhalb von Döbeln fünf weitere Filialen – in Waldheim, Leisnig, Roßwein, Hartha und Ostrau.